# Riserva matematica
In ambito assicurativo (ramo non danni), la riserva matematica è l'importo che deve essere accantonato dalla compagnia assicuratrice per far fronte agli obblighi futuri assunti verso gli assicurati.
Lo sfasamento temporale esistente fra il momento in cui il contraente paga il premio e il momento in cui le prestazioni devo essere erogato dalla compagnia assicuratrice è alla base del concetto di riserva matematica.
Tipicamente i criteri di valutazione sono due e consentono di definire la riserva matematica prospettiva e la riserva matematica retrospettiva.
Formalmente, la riserva matematica prospettiva valutata all'epoca t per un contratto di durata n anni a premio annuo pagabile per l'intera durata contrattuale, può essere rappresentata in questo modo:
{\displaystyle \ V_{t}=Prest(t,n)-Premi(t,n)}
dove Prest(t,n) indica il valore attuariale all'epoca di valutazione t delle future prestazioni dell'assicuratore fino a scadenza n, mentre Premi(t,n) è il valore attuariale dei premi esigibili dall'epoca di valutazione t fino a scadenza. Essendo differenza di valori attuariali, la riserva matematica prospettiva sarà anch'essa un valore attuariale.
Se il valore della riserva risulta essere maggiore di zero, essa rappresenta un debito dell'assicuratore nei confronti dell'assicurato.
La riserva matematica retrospettiva, per lo stesso contratto di cui sopra, è invece definita come:
{\displaystyle \ W_{t}=Premi(0,t)-Prest(0,t).}
Essa rappresenta sempre un valore attuariale ma è calcolata come differenza fra quanto "consumato" dei premi versati fino all'epoca di valutazione per far fronte agli impegni intervenuti nello stesso periodo. Si tratta di due ottiche diverse che conducono, sotto opportune ipotesi di tecnica attuariale, allo stesso risultato.

## La riserva matematica nel campo della previdenza sociale pubblica
Nell'ordinamento italiano, ovvero nel campo della previdenza sociale pubblica, è utilizzata:
- al livello di determinazione delle singole prestazioni pensionistiche
1. per valutare il debito previdenziale latente determinato dal singolo pensionato secondo lo schema pensionistico con formula delle rendite predefinita applicato.[1]

- al livello di gestione finanziaria dell'ente
1. per valutare il debito previdenziale latente ossia il debito dell'ente gestore di forme di previdenza obbligatorie nei confronti degli iscritti. Esso è valutato attraverso il bilancio tecnico a gruppo chiuso valutato a legislazione vigente. L'ente non ha una obbligazione contrattuale nei confronti degli iscritti come nel campo assicurativo privato, pertanto si parla di promesse pensionistiche che variano ogni volta che una riforma previdenziale si rende necessaria per ristabilire l'equilibrio finanziario dell'ente.

### Distinzione tra riserva matematica e montante contributivo individuale nozionale
Benché i concetti siano contigui, tra la riserva matematica e il montante contributivo individuale nozionale vi è una netta distinzione.
Il montante è riferito ad una formula convenzionale che serve per determinare la rendita che verrà erogata, mentre la riserva matematica attiene al costo o valore attuariale della rendita precedentemente determinata.
Lo scostamento in sostanza è nel coefficiente di trasformazione in rendita rispetto alla effettiva speranza di vita.
Se le tabelle sulla speranza di vita coincidono con i dati che determinano il coefficiente di trasformazione in rendita, allora i due valori coincidono.